# Pranostika

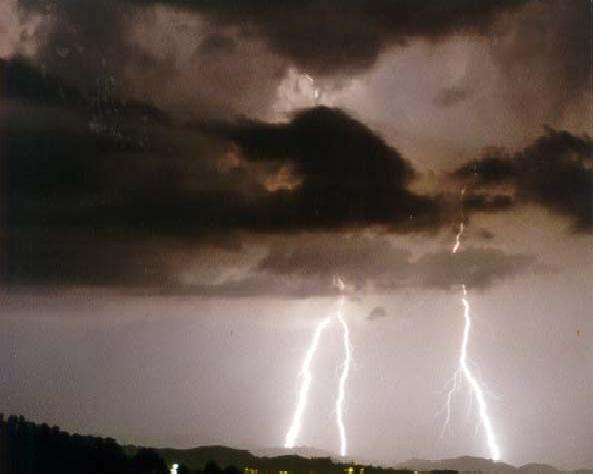
„Hřímání ourody dobré a zárody hovad uhynutí znamená.“ pranostika uvedená Křišťanem z Prachatic v první čtvrtině 15. století

Pranostika je drobný útvar lidové slovesnosti, předpověď, týkající se určitých dnů či období, a to obzvláště ve vztahu k zemědělství a počasí. V širším významu patří mezi pranostiky také různá rčení týkající se hospodářství. Na počátku 21. století se pranostiky stále užívají například v předpovědích počasí či různých „receptářích“. Slovo pranostika vychází z řeckého prognósis „předpověď“ a v Česku bylo zmíněno již Matoušem Benešovským v roce 1587, který namísto tohoto cizího slova navrhuje slovo předvědění. Původně byla pranostikou míněna předpověď astrologická a tento význam si slovo zachovávalo mnohdy ještě v první polovině 19. století.
Pranostiky se liší pravděpodobností svého naplnění. Nejvyšší je u takzvaných kalendářních a časoměrných pranostik, které se týkají nástupu slunovratů, rovnodenností či délky dne a noci. Jako reálné pranostiky se označují takové, jejichž pravděpodobnost naplnění je vysoká – například pranostiky týkající se kvetení bambusu, známé z jihovýchodní Asie, nebo česká pranostika týkající se veder v polovině července („Když se slunce obrací k zimě, léto spěje v psí dny.“). Známá pranostika „Medardova kápě čtyřicet dní kape“ je vysvětlována tím, že v tomto období teplé počasí nad pevninou v Evropě vyústí ve srážky. Naopak mezi nereálné pranostiky patří například: „Osvítí-li při hrubé (dopolední mše) na Boží hod pana faráře slunce, bude toho roku hojnost dobrého vína.“
Výzkumem pranostik se zabývá paremiologie, jako součásti lidové slovesnosti se jim věnuje i folkloristika, etnografie a etnologie.

## Příklady pranostik
- Na Boží narození o bleší převalení
- Na Nový rok o slepičí krok
- Na Tři krále o skok dále
- Na Hromnice o hodinu více
- Svatý Matěj ledy láme, nemá-li je, nadělá je
- Na svatého Matěje skřivan pije z koleje
- Únor bílý – pole sílí
- Březen – za kamna vlezem, duben – ještě tam budem.
- Na svatého Jiří vylézají ze země hadi a štíři
- Na svatého Marka sázej oharka
- Na co se svatý Jiří usměje, na to se svatý Marek zamračí.
- Studený máj – v stodole ráj
- Medardova kápě čtyřicet dní krápe.
- Svatá Margita hodila srp do žita
- Svatá Anna – chladna z rána
- Svatý Martin přijíždí na bílém koni
- Na svatou Kateřinu schováme se pod peřinu.
- Kateřina na blátě – Vánoce na ledu; Kateřina na ledu – Vánoce na blátě.
- Na svatou Barboru zima jde do dvoru.
- Svatá Lucie noci upije a dne nepřidá.
- Na svatého Řehoře, čáp letí přes moře a žába hubu otevře.